# Decio Carafa
Decio Carafa (ur. w 1556 w Neapolu, zm. 23 albo 24 stycznia 1626 tamże) – włoski kardynał.

## Życiorys
Urodził się w 1556 roku w Neapolu, jako syn Ottavia Carafy i Marzii Mormile. Jego nauczycielem był jego wujek Mario Carafa, arcybiskup Neapolu. Po jego śmierci w 1576 roku, Decio udał się do Rzymu, gdzie został referendarzem Najwyższego Trybunału Sygnatury Apostolskiej i skarbnikiem generalnym Królestwa Portugalii. 17 maja 1606 roku został tytularnym arcybiskupem Damaszku, a 4 czerwca przyjął sakrę. W latach 1606–1607 był nuncjuszem apostolskim we Flandrii, a w okresie 1607–1611 – w Hiszpanii. 17 sierpnia 1611 roku został kreowany kardynałem prezbiterem i otrzymał kościół tytularny San Lorenzo in Panisperna. 7 stycznia 1613 roku został arcybiskupem Neapolu. Zmarł 23 albo 24 stycznia 1626 roku w rodzinnym mieście.